# Linnaeosicyos amara
Linnaeosicyos — монотипний рід квіткових рослин родини гарбузових. Єдиним видом є Linnaeosicyos amara (L.) H.Schaef. & Kocyan..
Ендемік Домініканської Республіки.
Назва роду Linnaeosicyos — на честь Карла Ліннея (1707–1778). Епітет amara походить від amarus, що означає гіркий. І рід, і вид вперше були описані в Syst. Bot. Vol. 33 на сторінці 350 у 2008 році.